# Voalavoanala

Verbreitungsgebiet

Die Voalavoanala (Gymnuromys roberti) ist eine mäuseartige Nagetierart aus der Unterfamilie der Madagaskar-Ratten (Nesomyinae). Die Art lebt ausschließlich im östlichen Madagaskar.
Das Epitheton im wissenschaftlichen Namen bezieht sich auf Alphonse Robert, ein französischer Tiersammler, der an mehreren zoologischen Expeditionen teilnahm.
Voalavoanalas zeigen äußerliche Ähnlichkeiten mit Hausratten, mit denen sie jedoch nicht näher verwandt sind. Ihr Fell ist an der Oberseite schwarzgrau gefärbt, die Unterseite ist deutlich heller, weiß oder gelb. Der lange Schwanz ist spärlich behaart und erscheint nackt, er ist ebenso an der Oberseite dunkel und an der Unterseite hell gefärbt. Charakteristisch für die Art sind die breiten Füße mit den relativ langen fünften Zehen. Diese Tiere erreichen eine Kopfrumpflänge von 13 bis 17 Zentimeter, eine Schwanzlänge von 15 bis 18 Zentimeter und ein Gewicht von 73 bis 124 Gramm.
Lebensraum der Voalavoanalas sind Wälder von 500 bis 1800 Metern Seehöhe, sie halten sich ausschließlich am Boden auf. Sie sind vorrangig nachtaktiv, tagsüber ziehen sie sich in Erdbaue zurück, die aus einem 1 Meter langen Tunnel und einer kleinen Kammer bestehen. Ihre Nahrung besteht aus Samen und Früchten.
Über die Fortpflanzung ist kaum etwas bekannt, trächtige Weibchen – jedes mit zwei Embryos – wurden im Juni und Juli gefangen.
Aufgrund der fortschreitenden Zerstörung ihres Lebensraums und der Konkurrenz durch eingeschleppte Ratten werden Voalavoanalas von der IUCN als gefährdet (vulnerable) gelistet.